# Embossing
Embossing je technologie, při níž dochází k vytlačování vzoru (obrazců) nebo textu do hloubky podkladu. Toho lze dosáhnout buď manuálně, nebo strojem (lisem). Této technologie se využívá například u embosovaných platebních karet, z nichž pak takto zpracované texty plasticky vystupují.